# Алексеев, Анатолий Николаевич (военный)
Анатолий Николаевич Алексеев (1865—1922) — русский военный  деятель, генерал-лейтенант (1917). Герой Первой мировой войны.

## Биография
В 1884 году после окончания Владимирского Киевского кадетского корпуса вступил в службу. В 1886 году после окончания Павловского военного училища по 1-му разряду произведён в хорунжии и выпущен в Донской 14-й казачий полк. В 1889 году произведён в сотники, в 1893 году в подъесаулы.
С 1899 года после окончания Николаевской академии Генерального штаба по I разряду, произведён в есаулы и переименован в капитаны, старший адъютант штаба 5-й кавалерийской дивизии. С 1902 года эскадронный командир Новоархангельского 16-го уланского полка. С 1903 года подполковник, и.д. штаб-офицера для особых поручений при штабе 6-го армейского корпуса.
С 1904 года участник Русско-японской войны, штаб-офицер для поручений при штабе Квантунской области и военно-окружного управления Маньчжурской армии. С 1906 года старший адъютант штаба и штаб-офицер для поручений при штабе Кавказского военного округа.  С 1906 года начальник штаба 20-й пехотной дивизии, в 1907 году произведён в полковники. С 1911 года начальник войскового штаба Забайкальского казачьего войска. 
С 1914 года участник Первой мировой войны, командир 17-го Донского казачьего полка. С 1915 года командир 2-й и 3-й Заамурской конной бригады. С 1916 года генерал-майор, начальник штаба, с 1917 года командир  Сибирской казачьей дивизии. С 1917 года генерал-лейтенант, командир 6-го кавалерийского корпуса, начальник штаба 9-й армии.
24 февраля 1915 года за храбрость награждён Георгиевским оружием: 
За то, что 25 сентября 1914 года занял полком фланговую позицию у м. Турка и смелыми и энергичными действиями удержал наступление целого полка пехоты на правый фланг нашей дивизии; в арьергардных боях в теснине у деревни Залокотец удерживал с 29 сентября по 2 октября 1914 года натиск превосходных сил противника, наступавшего с фронта и обоих флангов, причем вечером 30 сентября 1914 года, переходом в наступление, сбил противника с высоты между селом Залокотец и Смольна, а 1 октября 1914 года, на рассвете, ружейным и пулеметным огнем отбил ночное нападение противника и удержал позицию
После Октябрьской революции, в составе ВСЮР. С 1919 года начальник штаба и и.д. командующего Северного фронта Войска Донского, начальник штаба 2-й Донской армии. С 1920 года директор Донского кадетского корпуса.

## Награды
- Орден Святого Станислава 3-й степени (1906)
- Орден Святой Анны 3-й степени (1907)
- Орден Святого Станислава 2-й степени (1910; Мечи — ВП 19.04.1916)
- Орден Святой Анны 2-й степени с мечами (ВП 19.11.1914)
- Орден Святого Владимира 4-й степени с мечами и бантом (ВП 20.02.1915)
- Орден Святого Владимира 3-й степени с мечами (ВП 20.02.1915)
- Георгиевское оружие (ВП 24.02.1915)
- Высочайшие благоволения (ВП 29.12.1916)